# Morge (fromage)
Pour les articles homonymes, voir Morge.
En fromagerie, la morge est une solution à base de saumure ensemencée avec des bactéries et des levures spécifiques de la variété de fromage. Elle peut aussi contenir du lactosérum et des colorants (rocou par exemple).

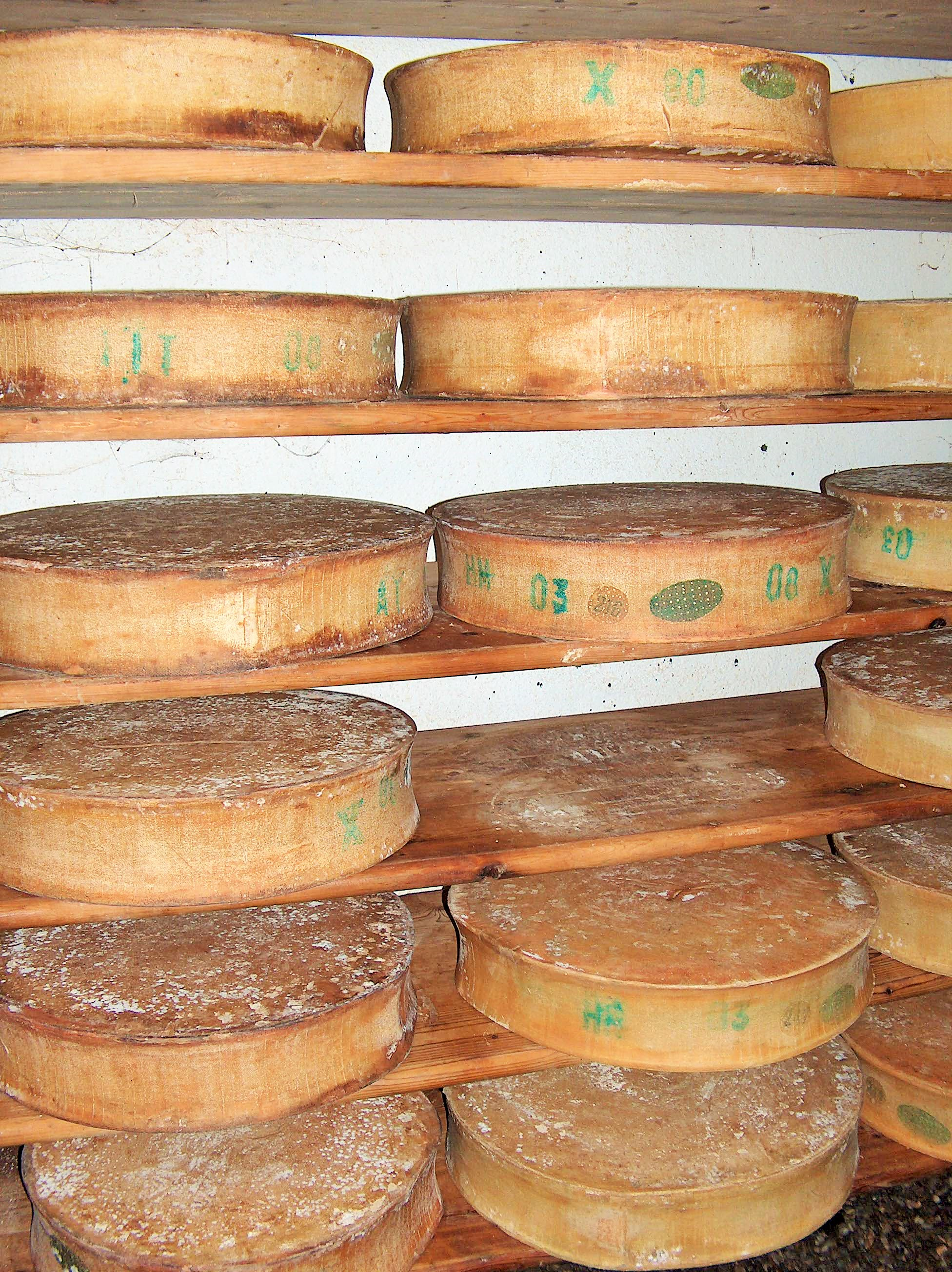
Maturation en cave de fromages à croûte morgée (Beaufort)

Par extension morge désigne l'écosystème présent à la surface des fromages traités à la morge.
Elle est utilisée dans le but d'apporter une certaine quantité de sel et d'ensemencer les caillés égouttés et démoulés avec des ferments d'affinage qui vont permettre d’obtenir la « croûte » caractéristique de chaque fromage. Elle continue à être utilisée pour le frottage en cave au cours de l’affinage
Les ferments de la morge sont soit spontanés (issus de l'écosystème particulier de la cave d'affinage) soit issus de cultures contrôlées (dans l'industrie). Le dosage de la saumure peut être compris entre 5 et 35 % de sel.
Pour les pâtes pressées le frottage est effectué traditionnellement au torchon et est répété. Pour les pâtes molles à croûte lavée, les fromages sont aspergés de morge et brossés.
Cette croûte peut être plus ou moins dure, de jaune à marron, souvent orangée sur les fromages à pâte pressée cuite et les fromages à pâte pressée non cuite. Elle est orangé clair, souple et un peu collante sur les fromages à pâte molle à croûte lavée. Cette couleur est généralement due à la corynébactérie Brevibacterium linens, appelée aussi « ferment du rouge ». On parle de croûte morgée pour ces types de fromage.
L'emmorgeage, objet de soins attentifs, contribue à la  maturation plus ou moins longue du fromage, favorisant le développement organoleptique. La morge agît principalement sur la croûte et sa couleur et influence le goût, l’aspect et la texture du produit final.
Exemples de fromages à pâte pressée à croûte morgée : Raclette, Abondance, Gruyère, Comté, Beaufort, Emmental …
Exemples de fromages à pâte molle à croûte lavée à la morge : Livarot, Munster, Langres …